# 梅奇酵母科
梅奇酵母科（学名：Metschnikowiaceae）为酵母菌目的一个科。此科的模式属为梅奇酵母属（Metschnikowia）。本科物種分布廣泛，在熱帶地區尤多。

## 下级分类
- Clavispora
- 梅奇酵母属 Metschnikowia